# Diclocymet
Diclocymet ist eine chemische Verbindung aus der Gruppe der Carbonsäureamide.

## Eigenschaften
Diclocymet ist ein gelblicher Feststoff, der praktisch unlöslich in Wasser ist.

## Verwendung
Diclocymet wird als Fungizid verwendet. Es wurde von Sumitomo Chemical entwickelt, im April 2000 in Japan zugelassen und gegen den Reisbrandpilz eingesetzt. Die Wirkung beruht auf der Hemmung der Dehydratase bei der Melanin-Biosynthese in den Zellwänden der Pilze.
In Deutschland, Österreich und der Schweiz sind keine Pflanzenschutzmittel mit diesem Wirkstoff zugelassen.